# トランスラブラドール・ハイウェイ

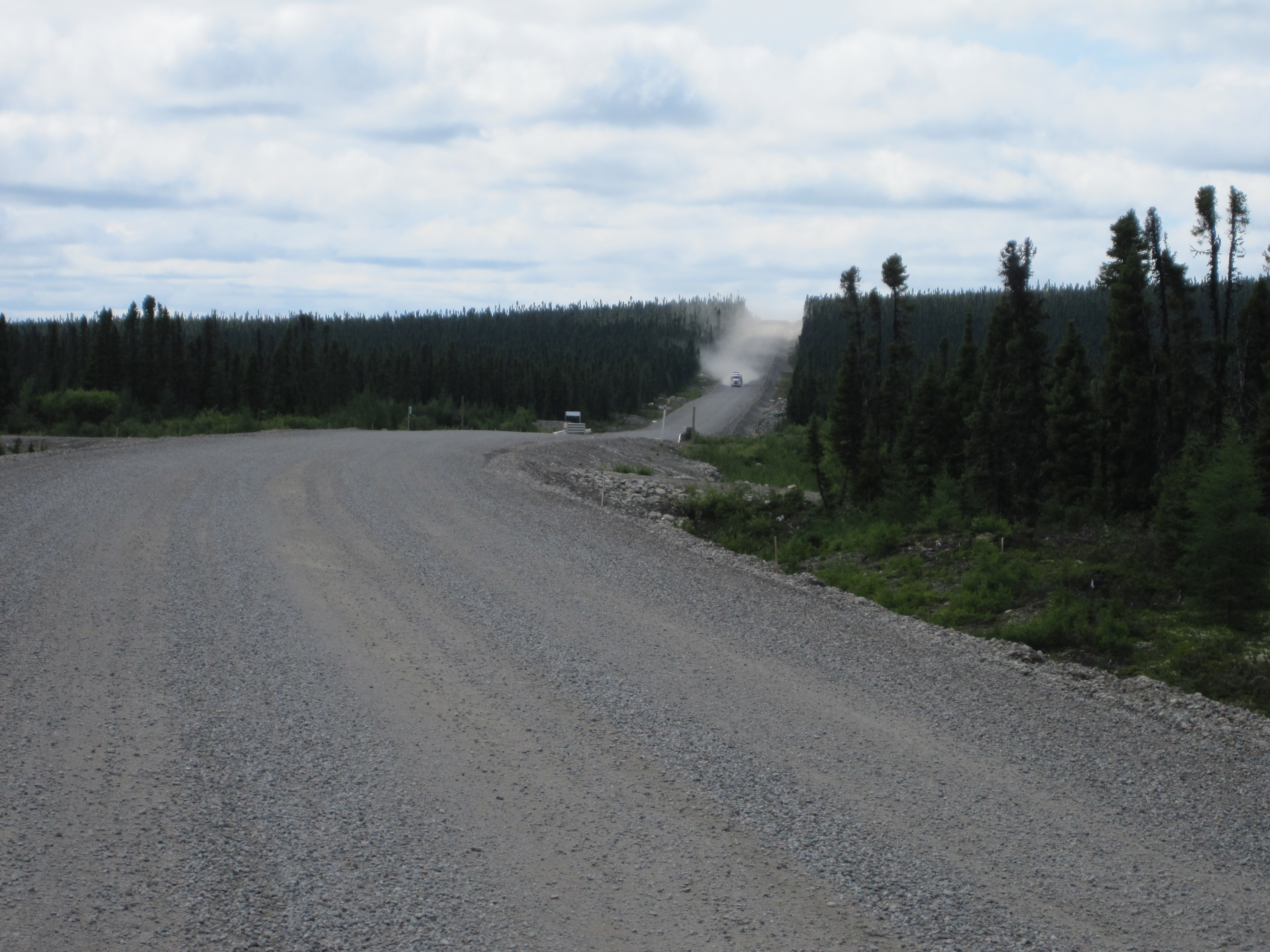
ニューファンドランド・ラブラドール州第10区分D地区のトランスラブラドール・ハイウェイ（2010年）

トランスラブラドール・ハイウェイ（英語：Trans-Labrador Highway、略称：TLH）はカナダ・ニューファンドランド・ラブラドール州ラブラドール地方の主要道路。総延長が1,149kmで、2022年7月に全区間の舗装が完了した。高規格自動車専用道路（いわゆる高速道路）になっていない。

## 概要
トランスラブラドール・ハイウェイは、その大部分が人里離れた原生林地帯を縦断しており、集落間には道路沿いのサービス（ガソリンスタンド、レストラン、宿泊施設など）が存在しない。特に500号線はケベック州のベイ・コモ（Baie-Comeau）からラブラドールとの州境までの567kmを、ケベック州道389号線と接続するまでほぼ全区間が原野を縦断する形で通っている。携帯電話の電波状況も非常に限られており、ほとんどの区間で通話やデータ通信ができない状態である。
ニューファンドランド・ラブラドール州政府は、2020年の予算編成でラブラドール地方北岸とトランスラブラドール・ハイウェイを接続する道路建設の事前可能性調査に向けて、20万カナダドルの予算を計上した。

## 区間

### 500号線
従来のトランスラブラドール・ハイウェイの西部路線・中央路線は543kmあり、500号線と設定され、下記の通りの区間となっている。
- ケベック州 - ニューファンドランド・ラブラドール州境からワーブッシュ（18km）
- ラブラドール・シティ／ワーブッシュ - チャーチル・フォールズ（244km）
- チャーチル・フォールズからハッピーバレー・グースベイ（281km）

### 510号線
510号線はハッピーバレー・グースベイから南東へ向かうラブラドール海岸街道（Labrador Coastal Drive）と名付けられ606kmある下記の区間となっている。
- ハッピーバレー・グースベイからカートライト交差点（36km）[6]
- カートライト交差点からポート・ホープ・シンプソン（103km）[7]
- ポート・ホープ・シンプソンからメアリーズ・ハーバー（51km）
- メアリーズ・ハーバーからロッジ・ベイ（12km）
- ロッジ・ベイからレッド・ベイ（78km）
- レッド・ベイからブラン＝サブロン経由ケベック州 - ニューファンドランド・ラブラドール州境（77km）